# Boussicourt
Boussicourt (picardisch: Bouchicourt) ist eine nordfranzösische Gemeinde mit 82 Einwohnern (Stand 1. Januar 2022) im Département Somme in der Region Hauts-de-France. Die Gemeinde liegt im Arrondissement Montdidier und gehört zum Kanton Roye.

## Geographie
Die rund acht Kilometer nördlich von Montdidier an der Départementsstraße D250 gelegene Gemeinde in der Landschaft Santerre am linken (südlichen) Ufer der Avre erstreckt sich nach Südwesten bis fast zur Départementsstraße D935.

## Geschichte
Die Gemeinde erhielt als Auszeichnung das Croix de guerre 1914–1918.

## Einwohner
| 1962 | 1968 | 1975 | 1982 | 1990 | 1999 | 2006 | 2010 |
| ---- | ---- | ---- | ---- | ---- | ---- | ---- | ---- |
| 67   | 54   | 52   | 57   | 54   | 53   | 70   | 78   |

## Verwaltung
Bürgermeister (maire) ist seit 2001 Michel Maillard.	